# دفتر کل مرکزی
دفتر کل مرکزی (انگلیسی: General ledger) در حسابداری، به مخزن مرکزی داده‌های مالی و غیرمالی شرکت گفته می‌شود، که کلیه حساب‌های ثبت معاملات مربوط به دارایی‌ها، بدهی‌ها، حقوق صاحبان سهام، درآمدها و هزینه‌های شرکت در آن ذخیره می‌شود. در نرم‌افزارهای حسابداری مدرن یا سیستم‌های برنامه‌ریزی منابع سازمانی، دفترکل مرکزی به عنوان یک دیتابیس مرکزی عمل کرده و کلیه نرم‌افزارهای فرعی، ماژول‌ها و دفاتر حسابداری از طریق ارتباط با آن، داده‌های مربوط به حساب‌های قابل پرداخت، حساب‌های دریافتی، مدیریت نقدی، دارایی‌های ثابت، خریدها و اطلاعات مالی پروژه‌ها را منتقل و ذخیره‌سازی می‌کنند. دفاتر کل مرکزی، ستون فقرات هر سیستم حسابداری بشمار می‌آید، که اطلاعات مالی و غیرمالی سازمان‌ها، در آن نگهداری می‌شود.